# Wickede
Wickede (phát âm tiếng Đức: [ˈvɪkədə]) là một đô thị ở huyện Soest, trong Nordrhein-Westfalen, Đức.
Wickede tọa lạc bên bờ sông Ruhr, khoảng 20 km về phía nam Hamm, 20 km về phía tây nam của Soest.

## Các đô thị giáp ranh
- Arnsberg
- Ense
- Fröndenberg
- Menden
- Unna
- Werl

## Các khu phố
Sau cuộc cải cách chính quyền địa phương năm 1969 Wickede có 5 khu vực dân cư:
- Echthausen (1.622 dân)
- Schlückingen (218 dân)
- Wiehagen (1.452 dân)
- Wimbern (1.003 dân)
- Wickede (8.564 dân)